# Édgar Benítez
Édgar Milciades Benítez Santander (Repatriación, 8 de novembro de 1987), mais conhecido como Édgar Benítez, é um futebolista paraguaio. Atualmente, joga pelo César Vallejo.

## Carreira

### Clube
Benítez começou sua carreira no Clube 12 de Octubre de Itauguá antes de se transferir para o Libertad em 2005, onde venceu o torneio da 1ª divisão paraguaia, embora tenha jogado principalmente como reserva. Em 2008, foi contratado pelo Sol de América e rapidamente se consolidou no clube, sendo um dos maiores artilheiros do time.
No dia 1º de dezembro de 2008, foi anunciado que Benítez jogaria na Liga Mexicana pelo Pachuca CF. Estreou-se no C.F. Pachuca em 2 de janeiro na Interliga 2009, marcando seu primeiro gol pelo clube na vitória por 4 a 0 sobre o Tecos UAG. Ele terminaria o torneio como o artilheiro com 4 gols.

## Seleção nacional
Na Milk Cup de 2006, ele marcou aos 60 minutos na vitória por 2 a 0 sobre os Estados Unidos.[carece de fontes?]
Disputou sua primeira partida internacional em 2008. Devido às boas atuações no Sol de América, foi convocado para a seleção paraguaia de futebol e fez uma boa estreia, disputando sua primeira partida pelas eliminatórias para a Copa do Mundo de 2010, contra o Peru, na qual o Paraguai venceu por 1-0.
Ele foi incluído na seleção do Paraguai para a Copa América de 2015, marcando o único gol da vitória por 1 a 0 sobre a Jamaica na segunda partida do time na fase de grupos, em 16 de junho de 2015.